# Rättegångsfel (Sverige)
Rättegångsfel är beteckningen på ett formellt fel under handläggningen av en rättegång genom att gällande regler för rättegångar såsom rättegångsbalken eller förvaltningsprocesslagen jämte andra författningar och rättspraxis inte iakttagits.
Upptäcks felet under pågående rättegång i första instans (tingsrätt eller förvaltningsrätt) måste den i allmänhet avbrytas och felet rättas till. Därefter får hela rättegången tas om från början.
Upptäcks felet först sedan överklagande skett  till hovrätt åligger det hovrätten att - även utan yrkande - undanröja tingsrättens dom enligt 50 kap 28 § rättegångsbalken.
- Tingsrätt har vid huvudförhandling i tvistemål bestått av en lagfaren domare. Då parterna inte samtyckt till detta och målet inte kunde anses vara av enkel beskaffenhet, har tingsrätten inte ansetts vara domför. Tingsrättens dom har därför undanröjts och målet visats åter till tingsrätten för fortsatt handläggning.[2]

- Tingsrätten har avgjort ett dispositivt tvistemål vid huvudförhandling med en ensam domare, trots att en av parterna motsatt sig det. Hovrätten har funnit att målet inte var av enkel beskaffenhet och att tingsrätten därför inte varit domför. Även fråga om rättegångsfel bestående av att lägga inte åberopad bevisning till grund för dom.[3]

- Tingsrätten har i ett tvistigt mål om faderskap bestått av en beredningsjurist som ordförande och tre nämndemän. Domen har undanröjts eftersom tingsrätten inte var domför.[4]

- I hovrätt deltog endast tre ledamöter trots att fyra ledamöter ska delta. Felet ansågs ha inverkat på målets utgång.[5]

- En tingsrätts dom i mål om skadestånd hade överklagats av båda parter. Vid huvudförhandling i hovrätten inställde sig ena parten, som förelagts att infinna sig personligen, endast genom ombud. Hovrätten förklarade den partens överklagande förfallet och erinrade om möjligheten att ansöka om målets återupptagande. Vid huvudförhandlingen prövade hovrätten motpartens överklagande och målet avgjordes genom dom som meddelades innan tiden för att ansöka om återupptagande hade gått ut. Sådan ansökan inkom i rätt tid. Hovrättens förfarande att avgöra målet trots att fristen för att ansöka om återupptagande löpte har ansetts utgöra grovt rättegångsfel som - i betraktande av att ansökan om återupptagande inte framstått som ogrundad - antagits ha inverkat på målets utgång. Hovrättens dom har undanröjts och målet återförvisats till hovrätten.[6]

Upptäcks felet senare när meddelad dom eller slutligt beslut vunnit laga kraft är enda botemedlet domvilla. Detta betyder att domen eller beslutet inte ogiltigförklaras med automatik utan det fordras att någon av parterna är aktiv och klagar.